# Александров, Илларион Иосифович
 Иларион Иосифович Александров  (?— ?) — доктор медицины, действительный статский советник.

## Биография
С 1807 года учился в Императорской медико-хирургической академии, из которой в 1811 году выпущен лекарем хирургии в лейб-гвардии казачий полк.
Участвуя с этим полком в кампании 1812 года, он был награждён званием штаб-лекаря, чином коллежского асессора, орденом св. Владимира 4-й степени, бриллиантовым перстнем и 400 рублями.
В 1816 году был назначен полковым штаб-лекарем казачьего полка, в 1830 г. переведён ординатором в артиллерийский госпиталь; 14 марта 1839 года без экзамена был удостоен степени доктора медицины.
С 1842 года был начальником 2-го отделения военно-медицинского департамента, затем состоял при главном военно-медицинском инспекторе. В 1846 году уволен в отставку.

## Научные труды
В медицинской еженедельной газете «Друг Здравия» Александров напечатал: «Излечение падучей болезни чрез ожог» (1833), «Лечение брюха» (1836), «О наследственном сифилисе» (1850). В «Военно-Медицинском Журнале» было напечатано «Описание операции ущемленной грыжи, произведенной доктором Буяльским» (1835) и «Ущемленная паховая грыжа, излеченная операцией» (1836). В «Трудах общества русских врачей в С.-Петербурге» была напечатана его статья «За появлением рожи на животе исчезли сочувственные геморроидальные припадки в ногах и мочевом пузыре» (1836).